# 高盆樱桃
高盆樱花桃（学名：Cerasus cerasoides）是蔷薇科樱属的植物。分布在缅甸、不丹、锡金、克什米尔地区、尼泊尔以及中国大陆的西藏、云南等地，生长于海拔1,300米至2,200米的地区，常生于沟谷密林中，目前尚未由人工引种栽培。

## 别名
箐樱桃（云南） 云南欧李（中国高等植物图鉴）

## 异名
- Prunus cerasoides D.Don (1825)[3]

## 脚注
1. ↑  The International Plant Names Index: Cerasus cerasoides (D.Don) S.Ya.Sokolov[永久]
2. ↑  Sokolov, S.Ya. 1954. Trees and Shrubs of the USSR. (3): 736.
3. ↑  .   [2017-08-03]. （原始内容存档于2017-08-03）.